# 马斯卡拉 (热尔省)
马斯卡拉（法語：Mascaras）是法国热尔省的一个市镇，属于米朗德区（Mirande）蒙泰斯屈伊乌县（Montesquiou）。该市镇总面积5.95平方公里，2009年时的人口为61人。

## 人口
马斯卡拉人口变化图示